# Attalea butyracea
Attalea butyracea là loài thực vật có hoa thuộc họ Arecaceae. Loài này được (Mutis ex L.f.) Wess.Boer mô tả khoa học đầu tiên năm 1988.

## Hình ảnh

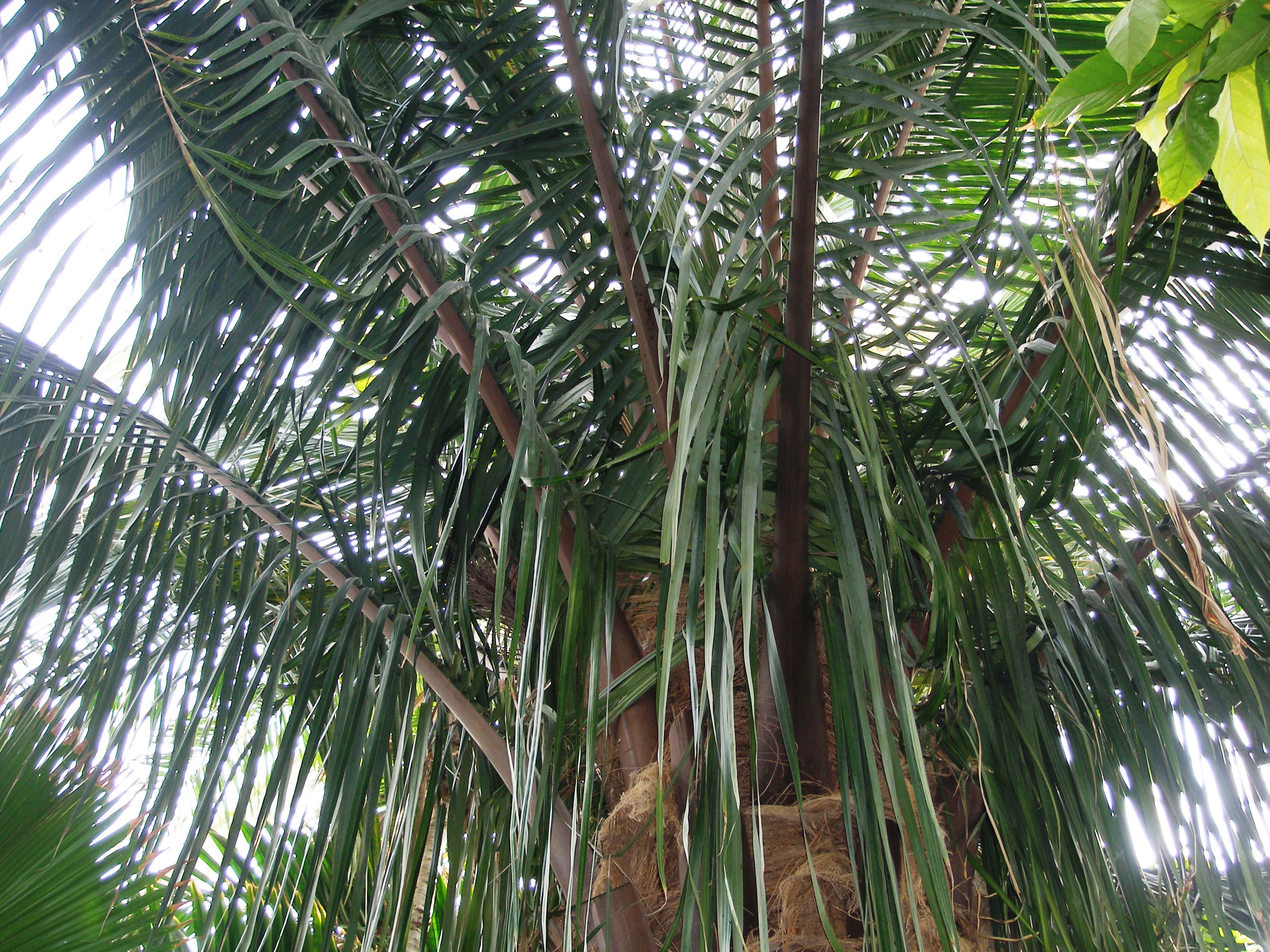
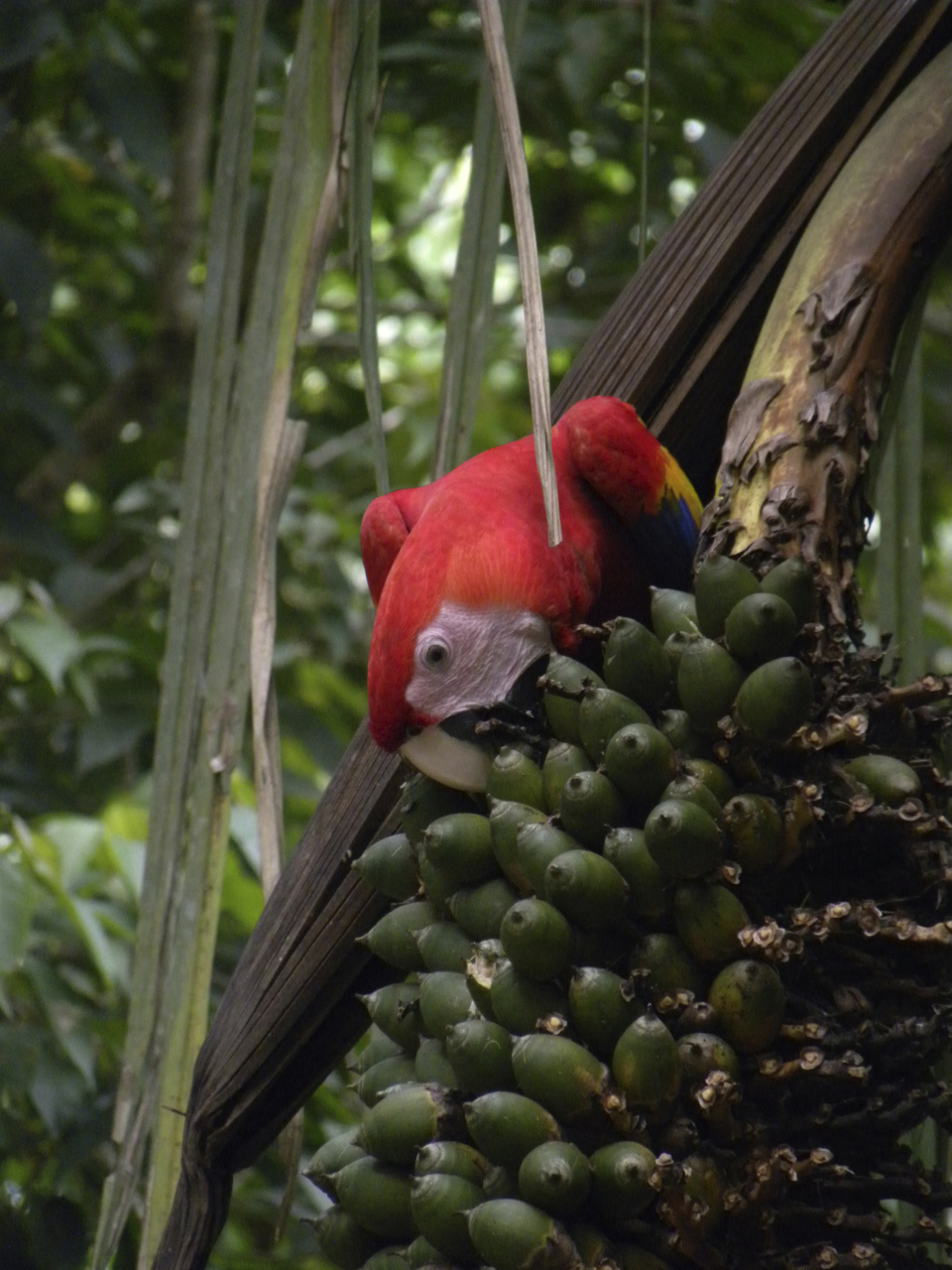
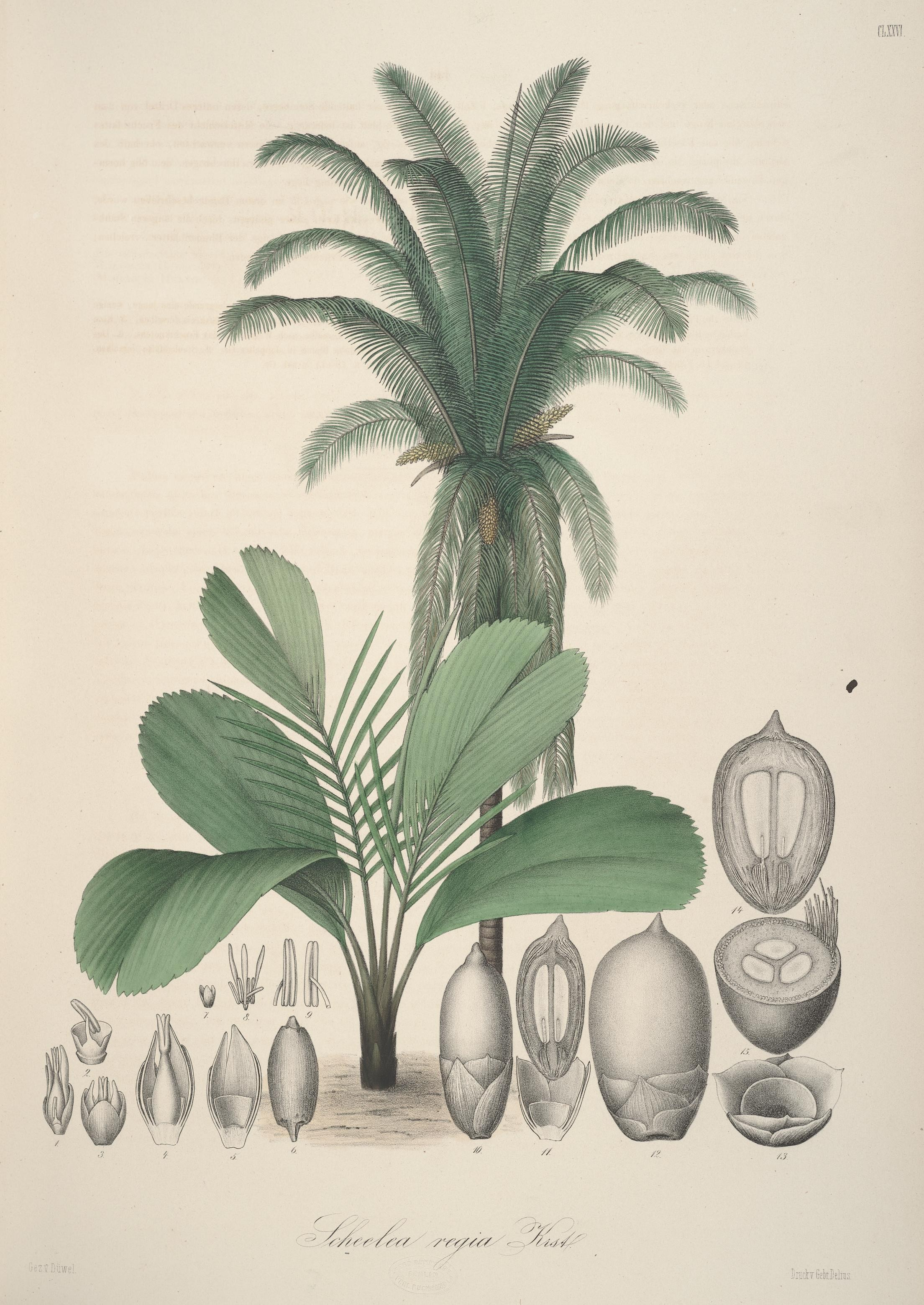
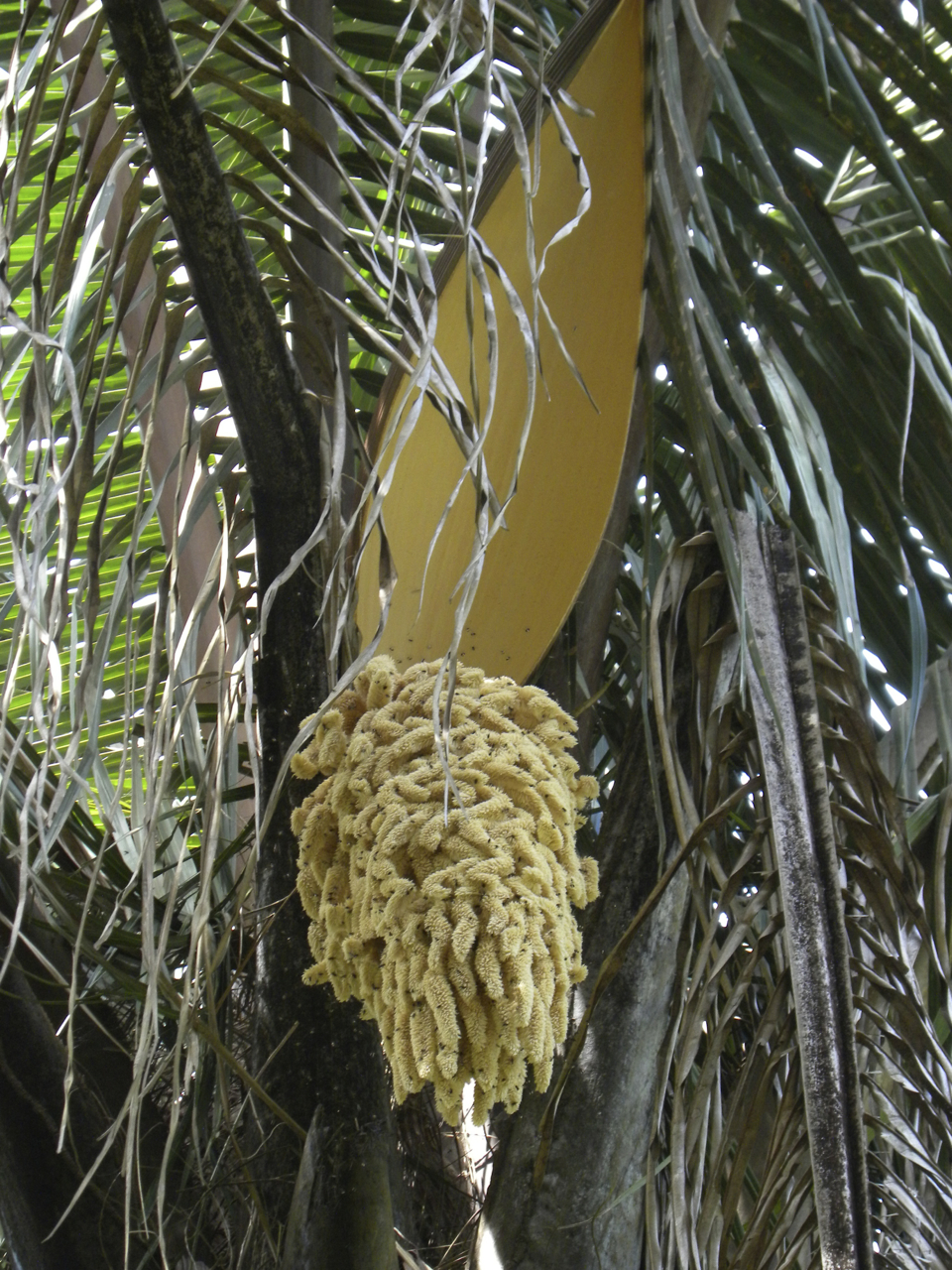